# Sint-Maartenskerk (Avennes)

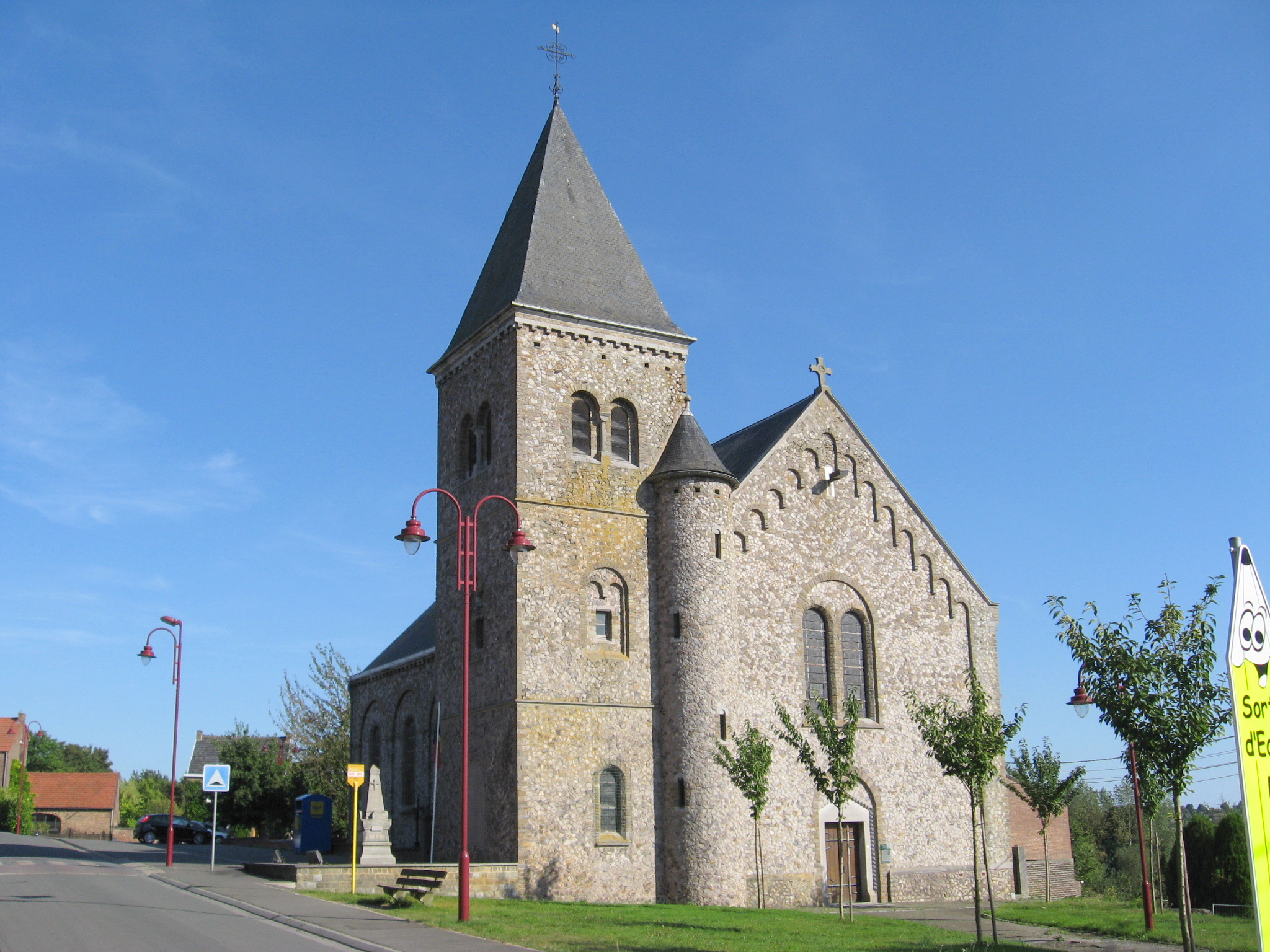
Buitenaanzicht

De Sint-Maartenskerk (Frans: Église Saint-Martin) is een katholieke parochiekerk in Avennes (gemeente Braives) in de Belgische provincie Luik. Ze is gewijd aan Martinus van Tours en behoort tot het bisdom Luik. 

## Geschiedenis
De kerk is gebouwd in het midden van de twaalfde eeuw, maar uit die periode rest nu alleen het koor met een halfronde apsis en een dwerggalerij. Het schip en de westtoren, die net als het koor ingrijpend waren verbouwd in de achttiende eeuw, werden volledig afgebroken en gereconstrueerd in neoromaanse stijl door de architecten Auguste Van Assche en Louis Corthouts. De beslissing daartoe werd genomen door het gemeentebestuur in 1899 omdat de kerk te klein was geworden door de bevolkingsgroei. De grote bouwwerkzaamheden vonden plaats in 1905-1906 en in 1911 werden de laatste meubelen geplaatst. 
Het behoud van het romaanse koor is te danken aan de Koninklijke Commissie voor Monumenten, die zich kantte tegen de afbraak van de apsis met de zeldzame dwergalerij. Kort voordien was een dergelijk bouwwerk teloorgegaan door de sloop van de vervallen Sint-Niklaaskerk van Glain.

## Beschrijving
Het koor heeft het grootste deel van zijn romaanse sculptuur behouden, met name in de dwerggalerij. Verschillende meubelstukken, waaronder de preekstoel, dateren uit de achttiende eeuw. De rest van het meubilair komt uit het begin van de twintigste eeuw (hoogaltaar, doopvont, stoelen, enz.).